# Jüri Rumm
Jüri Rumm ist der Titel eines estnischen Stummfilms aus dem Jahr 1929.

## Hintergrund und Kritik
Regie für den Abenteuerfilm führte Johannes Loop (Künstlername „John Loop“), der im selben Jahr zusammen mit Konstantin Märska bereits den estnischen Spielfilm Vigased pruudid gedreht hatte. Der Film wurde durch Märskas Produktionsfirma Konstantin Märska Filmiproduktsioon hergestellt. Jüri Rumm ist einer von zwei Spielfilmen Märskas, die heute noch erhalten sind.
Grundlage für das Drehbuch war der weithin beliebte Roman Jüri Rumm. Algupärane romaan Eestimaalt von Hans Varesoo. Er schildert die Abenteuer des legendären estnischen Pferdediebs Jüri Rumm, einer Art estnischer Robin Hood. Viele Filmszenen stammen aber auch aus der estnischen Volksüberlieferung.
Der Film hatte am 11. Dezember 1929 in Tallinn Premiere und wurde in den beiden Hauptstadtkinos Grand-Marin und Rekord gezeigt.
Die Kritiker fanden eher weniger Gefallen an der übertriebenen Spielweise der Schauspieler und den unglaubwürdigen Kulissen. Allerdings wurden die gelungene Kameraarbeit von Märska sowie die gut gespielten Schlägerei-Szenen hervorgehoben.